# Koralle Kino

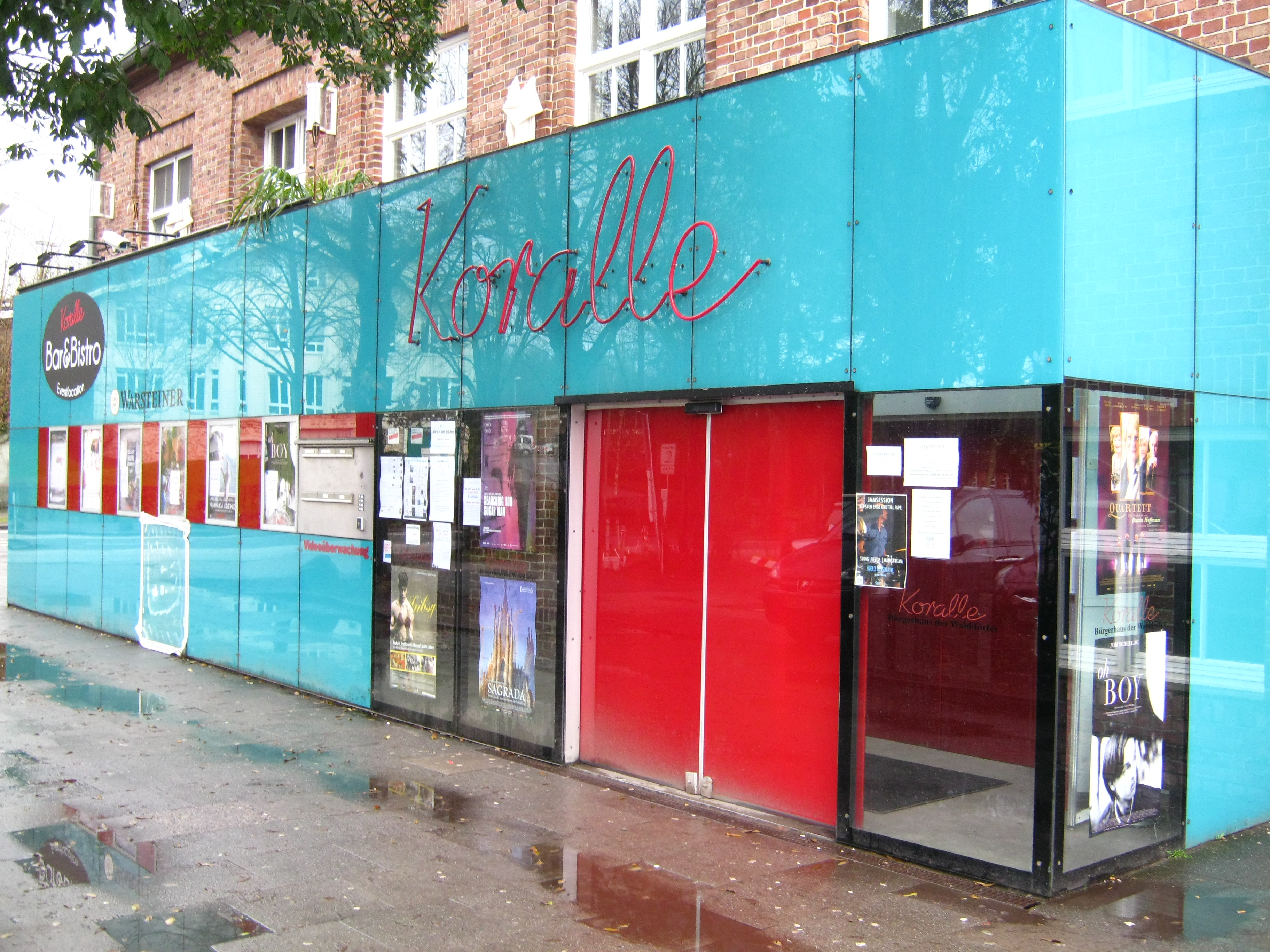
Koralle Kino im Bürgerhaus Koralle

Das Koralle Kino ist ein Programmkino im Hamburger Stadtteil Volksdorf. Es ist seit 2002 im Kulturzentrum Bürgerhaus Koralle im Kattjahren untergebracht und wird von Filmtheaterbetreiber Hans-Peter Jansen betrieben, der mit dem Blankeneser Kino, Elbe-Filmtheater, Studio Kino in Hamburg, dem ASTRA Filmtheater Plön und dem Burg Filmtheater Fehmarn vor allem mit kleinen regionalen Kinos aktiv ist.
Das Kino ist das einzige Programmkino in Hamburgs Norden. Programmschwerpunkte sind Erstaufführungen, Dokumentationen, Kinder- und Jugendfilme.
Das Kino verfügt über drei Vorführsäle. Saal 1 verfügt über 138, Saal 2 über 77 Sitzplätze. Anfang 2020 kam als dritter Raum mit 31 Sitzplätzen die „Lounge“ dazu, die, mit einer Bar ausgestattet, auch für geschlossene Veranstaltungen gemietet werden kann. Die Bildwände der größeren Säle messen 42 m² und beide Säle sind mit Dolby Digital SR Tonsystemen ausgerüstet. In den Sälen ist ein sogenannter UFA-Gong im Einsatz und einer der Säle ist mit einer Bühne ausgestattet.

## Geschichte
Das Kino geht auf das 1956 von Herbert Wrage eröffnete Filmtheater Die Koralle in der Straße Im Alten Dorfe 25/27 in Hamburg-Volksdorf zurück. Es war ein modern eingerichtetes Kino in einem Backstein-Zweckbau mit eingeschossigem Foyer. In den 1970er Jahren wurde der Vorführsaal verkleinert und Hans Wrage wurde neuer Besitzer. Ab 1980 übernahm Elke Besse und 1994 der Hamburger Kinounternehmer Gerd Fölster und Arndt Eggers den Spielbetrieb. Das Kino war ein stets gut besuchtes Bezirksuraufführungskino, verlor aber aus verleihrechtlichen Gründen diesen Status und wurde Nachspielkino. Am 31. Dezember 1999 musste das Kino geschlossen werden, da der Mietvertrag fristgerecht gekündigt wurde und die im gleichen Gebäude sitzende Filiale der Deutschen Bank (bzw. nach anderer Quelle: Hamburger Sparkasse) den Raum beanspruchte. Zu dieser Zeit war es das Letzte der ehemals drei bestehenden Kinos in Volksdorf. Das Kino hatte eine Cinemascope-Leinwand von 10,6 m × 4,12 m.
Die Schließung des gut laufenden Kinos sorgte unter der Nachbarschaft des Stadtteils für Unmut. Darauf gründete sich der Unterstützerverein „Die Koralle, Stadtteilkulturverein in Volksdorf“, der mit erfolgreichen Unterschriften- und Spendenaktionen erreichte, dass ein nahegelegenes ehemaliges Umspannwerk der Hamburger Hochbahn am Kattjahren 1 zum Kulturzentrum, samt Kino, ausgebaut wurde. Am 6. Juni 2002 wurde das Kulturzentrum mit neuem Koralle Kino eröffnet. Die Inneneinrichtung des Kinos, wie die blaue Bestuhlung und der Leuchtreklame-Schriftzug wurden aus dem alten Kino übernommen.

## Rezeption
Das Kino gilt als „Volksdorfer Institution“ mit der Besonderheit des bürgerschaftlichen Engagements für deren Erhalt. Die taz bezeichnete das „einzige verkehrstechnisch erreichbare Kino der Gegend“ als „Traditionskino“. Auch das Hamburger Abendblatt bezeichnete das Kino so. Das Jahresprogramm des Koralle Kinos wurde wiederholt von Bundesministerien und Hamburger Kulturbehörde ausgezeichnet. Nach Auskunft des Betreibers zählt es nach der Sitzauslastung zu den Top Ten in Deutschland.